# Antònia Biscarri i Cuyàs
Antònia Biscarri i Cuyàs (†1987), pianista i compositora que emprà, com a intèrpret, el pseudònim Laura Castilla.

## Biografia
Antònia Biscarri pertanyia a una nissaga musical formada pels seus pares –el compositor Jaume Biscarri i de Fortuny i Maria Antònia Cuyàs Tintorer–, els seus avis –el compositor Jaume Biscarri i Busom de Saga, el baríton Antoni Cuyàs i Artès i la pianista Isabel Tintorer du Mont– i el seu besavi –el compositor Pere Tintorer. A més, era germana de l'escultora Isabel Biscarri y la periodista i publicista Bernarda Biscarri.
Va ser deixebla del seu pare amb qui participà en nombroses vetllades i concerts musicals de violí i piano.

## Composicions[4]
- Himno al Cristo Trabajador (1944), per a cant i harmònium. Obra estrenada a l'Església del Sagrat Cor de Barcelona amb motiu de la benedicció d'una escultura realitzada per la seva germana Isabel.
- Cajita de música (1947), per a piano. Obra dedicada a E. Bezmán
- [Estudio último] (1955), per a piano
- Estudio 7 : octavas (1959)
- A Jesús, per a veu i piano
- Albenizada de la mano derecha, per a piano
- Alma misteriosa, per a violí i piano
- Andaluza, per a violí i piano
- Ave Maria, per a veu i acompanyament d'harmònium
- [Capricho español]
- Noche de brujas
- O salutaris, per a veu i harmònium
- Padre Nuestro, per a veu i acompanyament d'orgue o harmònium
- Panis angelicus, per a veu i acompanyament d'orgue o harmònium
- Santa Maria, per a veu i acompanyament de teclat
- Tantum ergo, per a veu i acompanyament d'orgue i harmònium
- Vals IV

### Arranjaments d'obres d'altres autors
- Gozos de Nuestra Señora del Coll. Música: Lluís Romeu; lletra: Fortià Solà